# Associazione Sportiva Gubbio 1910 2017-2018
Questa voce raccoglie le informazioni riguardanti l'Associazione Sportiva Gubbio 1910 nelle competizioni ufficiali della stagione calcistica 2017-2018.

## Stagione
Nella stagione 2017-2018 il Gubbio partecipa al dodicesimo campionato di terza serie della sua storia, nella nuova Serie C. Disputando il girone B e raccogliendo 36 punti con il quindicesimo posto finale. La squadra eugubina partecipa anche alla Coppa Italia Tim Cup nella quale nel primo turno supera (1-0) il Monterosi, poi nel secondo turno viene eliminato (2-1) dal Perugia. Poi nella Coppa Italia di Serie C rossoblù subito fuori nel primo turno ad eliminazione diretta, battuti (1-3) dalla Sambenedettese.

## Divise e sponsor
Il fornitore tecnico per la stagione 2017-2018 è Legea, mentre gli sponsor di maglia sono Colacem (main sponsor) e Lieve (nel retro della maglia sotto la numerazione).
| Casa | Trasferta |

## Organico
Area organizzativa
- Segretario generale e sportivo: Antonio Cecchetti
- Segretario: Leonardo Lucaroni
- Team manager: Luciano Ramacci

Area comunicazione
- Responsabile amministrazione e finanza: Fabio Cecchetti

Area marketing
- Responsabile marketing: Leonardo Ceccarelli

Area tecnica
- Allenatore: Giovanni Cornacchini (fino al 25 settembre)
Dino Pagliari (dal 26 settembre)
- Allenatore in seconda: Renzo Tasso
- Preparatore atletico: Luca Palazzari

Area sanitaria
- Medico sociale: Giangiacomo Corbucci
- Fisioterapisti: Loris Camoni ed Andrea Rosetti

### Rosa
| N. |                   | Ruolo | Calciatore         |
| -- | ----------------- | ----- | ------------------ |
| 1  | Italia (bandiera) | P     | Giacomo Volpe      |
| 2  | Italia (bandiera) | D     | Lorenzo Paramatti  |
| 3  | Italia (bandiera) | D     | Alessio Lo Porto   |
| 4  | Italia (bandiera) | C     | Dario Giacomarro   |
| 5  | Italia (bandiera) | D     | Emilio Dierna      |
| 6  | Italia (bandiera) | C     | Nicola Malaccari   |
| 7  | Italia (bandiera) | A     | Nicola Ciccone     |
| 8  | Italia (bandiera) | C     | Paolo Valagussa    |
| 9  | Italia (bandiera) | A     | Ettore Marchi      |
| 10 | Italia (bandiera) | C     | Daniele Casiraghi  |
| 11 | Italia (bandiera) | A     | Elio De Silvestro  |
| 12 | Italia (bandiera) | P     | Andrea De Vincenzi |
| 13 | Italia (bandiera) | D     | Andrea Paolelli    |
| 14 | Italia (bandiera) | C     | Massimo Conti      |
| 15 | Italia (bandiera) | D     | Leonardo Fontanesi |

| N. |                   | Ruolo | Calciatore          |
| -- | ----------------- | ----- | ------------------- |
| 16 | Italia (bandiera) | D     | Daniele Pedrelli    |
| 17 | Gambia (bandiera) | A     | Sulayman Jallow     |
| 18 | Italia (bandiera) | C     | Luca Ricci          |
| 19 | Italia (bandiera) | D     | Matteo Piccinni     |
| 20 | Italia (bandiera) | C     | Umberto Cazzola     |
| 21 | Italia (bandiera) | C     | Francesco Bergamini |
| 22 | Italia (bandiera) | P     | Davide Costa        |
| 23 | Italia (bandiera) | D     | Sedrick Kalombo     |
| 24 | Italia (bandiera) | D     | Lorenzo Burzigotti  |
| 25 | Italia (bandiera) | D     | Gabriele Fumanti    |
| 26 | Italia (bandiera) | C     | Vincenzo Tempesta   |
| 27 | Italia (bandiera) | C     | Gianluca Sampietro  |
| 28 | Italia (bandiera) | C     | Manuel Manari       |
| 30 | Italia (bandiera) | A     | Alberto Libertazzi  |

## Risultati

### Serie C

#### Girone di andata
| Arbitro: | Natilla (Molfetta) |

|                                      |           |  |
| De Giorgio 37’, 46’ (rig.) Alimi 77’ | Marcatori |  |

| Arbitro: | Guarnieri (Empoli) |

|               |           |                            |
| E. Marchi 65’ | Marcatori | 18’ Bussaglia 25’ Piccioni |

| Arbitro: | Cosso (Reggio Calabria) |

|              |           |             |
| Sottovia 61’ | Marcatori | 71’ Kalombo |

| Arbitro: | Fiorini (Frosinone) |

|  |           |                             |
|  | Marcatori | 15’ Miracoli 88’ Di Massimo |

| Arbitro: | Rossetti (Ancona) |

|                        |           |               |
| Agnello 58’ Sbaffo 80’ | Marcatori | 49’ Paramatti |

| Arbitro: | Rutella (Enna) |

|             |           |  |
| Cazzola 63’ | Marcatori |  |

| Arbitro: | Provesi (Treviglio) |

|                         |           |                            |
| Ciurria 8’ Magnaghi 90’ | Marcatori | 6’ E. Marchi 21’ Casiraghi |

| 8 ottobre 2017, ore CEST 8ª giornata |  | – Turno di riposo Gubbio |  |  |

| Arbitro: | Zingarelli (Siena) |

|                                      |           |                           |
| E. Marchi 1’, 14’ (rig.) Kalombo 75’ | Marcatori | 34’ Germinale 51’ Torelli |

| Arbitro: | Ricci (Firenze) |

|                                    |           |             |
| A. Ferretti 2’ Guerra 90+2’ (rig.) | Marcatori | 75’ Kalombo |

| Arbitro: | Fontani (Siena) |

|                    |           |  |
| Manfrin 47’ (aut.) | Marcatori |  |

| Arbitro: | Schirru (Nichelino) |

|                            |           |             |
| Simonetti 11’ G. Gomez 29’ | Marcatori | 67’ Ciccone |

| Arbitro: | D. Miele (Torino) |

|  |           |           |
|  | Marcatori | 23’ Broso |

| Arbitro: | Colombo (Como) |

|                      |           |                           |
| C. Foggia 33’ (rig.) | Marcatori | 41’ Kalombo 43’ E. Marchi |

| Gubbio 19 novembre 2017, ore 18:30 CET 15ª giornata | Gubbio          | 0 – 0 referto | Fermana | Stadio Pietro Barbetti (1 123 spett.)\| Arbitro: \| Donda (Cormons) \| |
| Arbitro:                                            | Donda (Cormons) |               |         |                                                                        |

| Arbitro: | Bitonti (Bologna) |

|                                     |           |               |
| Codromaz 4’ Mensah 41’ Petrella 84’ | Marcatori | 15’ E. Marchi |

| Arbitro: | Tursi (Valdarno) |

|            |           |  |
| Ciccone 3’ | Marcatori |  |

| 10 dicembre 2017 18ª giornata | Modena | – Partita non disputata per l'esclusione del Modena dal torneo. | Gubbio |  |

| Arbitro: | Paterna (Teramo) |

|                  |           |  |
| Burzigotti 90+4’ | Marcatori |  |

#### Girone di ritorno
| Arbitro: | Di Cairano (Ariano Irpino) |

|                     |           |            |
| E. Marchi 7’ (rig.) | Marcatori | 68’ Lanini |

| Arbitro: | Rutella (Enna) |

|               |           |  |
| Bussaglia 89’ | Marcatori |  |

| Arbitro: | Meraviglia (Pistoia) |

|               |           |                                         |
| Casiraghi 11’ | Marcatori | 43’ Beccaro 57’ Spagnoli 57’ Martignago |

| Arbitro: | Pasciuta (Agrigento) |

|               |           |               |
| Rapisarda 79’ | Marcatori | 49’ E. Marchi |

| Arbitro: | Cudini (Fermo) |

|                            |           |                          |
| E. Marchi 10’ Paolelli 74’ | Marcatori | 47’ Nichetti 64’ Agnello |

| Arbitro: | De Tullio (Bari) |

|                        |           |                    |
| Constantino 77’ (rig.) | Marcatori | 68’ (69) E. Marchi |

| Arbitro: | Garofalo (Torre del Greco) |

|                                   |           |             |
| Malaccari 52’, 73’ Nocciolini 57’ | Marcatori | 15’ Ciurria |

| 25 febbraio 2018, ore CET 27ª giornata |  | – Turno di riposo Gubbio |  |  |

| Arbitro: | Dionisi (L'Aquila) |

|  |           |            |
|  | Marcatori | 6’ Kalombo |

| Arbitro: | Maranesi (Ciampino) |

|  |           |               |
|  | Marcatori | 61’ M. Marchi |

| Arbitro: | Provesi (Treviglio) |

|                              |           |                             |
| Cianci 13’ (57) Cattaneo 56’ | Marcatori | 45’E. Marchi 90’ Burzigotti |

| Arbitro: | Longo (Paola) |

|                   |           |                            |
| Casiraghi 7’ (17) | Marcatori | 44’ Lunetta 86’ Di Gennaro |

| Arbitro: | Vigile (Cosenza) |

|             |           |  |
| De Sena 32’ | Marcatori |  |

| Arbitro: | Valiante (Salerno) |

|               |           |              |
| Burzigotti 4’ | Marcatori | 17’ Graziano |

| Arbitro: | Bitonti (Bologna) |

|              |           |  |
| Sperotto 83’ | Marcatori |  |

| Arbitro: | Cipriani (Empoli) |

|               |           |            |
| Casiraghi 55’ | Marcatori | 70’ Mensah |

| Arbitro: | Andreini (Forlì) |

|  |           |               |
|  | Marcatori | 89’ Bergamini |

| 29 aprile 2018, ore CEST 37ª giornata | Gubbio | – Partita non disputata per l'esclusione del Modena dal torneo. | Modena |  |

| Arbitro: | De Angeli (Milano) |

|             |           |  |
| Capello 26’ | Marcatori |  |

### Coppa Italia
| Arbitro: | Paterna (Teramo) |

|               |           |  |
| Valagussa 51’ | Marcatori |  |

| Arbitro: | Marini (Roma) |

|                          |           |             |
| Brighi 54’ Buonaiuto 65’ | Marcatori | 68’ Cazzola |

### Coppa Italia Serie C
| Arbitro: | Andreini (Forlì) |

|                |           |                                 |
| Burzigotti 47’ | Marcatori | 36’, 80’ Valente 45’ Candellori |